# Révolution éthiopienne
La révolution éthiopienne commence en février 1974 avec les manifestations contre la gestion de la famine cachée du Wello et les réformes du système éducatif, qui finissent par prendre la forme d’une grève générale d'ampleur nationale, et s'achève avec la déchéance de l’empereur Haïlé Sélassié Ier, negus, le 12 septembre 1974. Cette destitution met ainsi fin à la monarchie et à l'Empire éthiopien et au règne millénaire de la dynastie salomonide sur l'Éthiopie.
Tout au long de cette contestation et jusqu’au renversement du régime, les ambitions de l’armée à prendre le pouvoir se font sentir ; on parle alors d’un « coup d’État latent », qui bloque le pays pendant plusieurs mois.
L’élan populaire porté initialement par une contestation du système féodal, un élan démocratique et des idées marxistes, se transforme rapidement en étant récupéré par l’armée qui prend le pouvoir après la destitution de l’Empereur.
Pour Mohammed Abdelmajid, « il faut se souvenir de cet événement, il faut garder en mémoire qu’il y a vingt-cinq ans, les damnés de la terre, les forçats de la faim, se sont levés, qu’êtres de chair et de sang, ils ont un jour pensé réaliser un monde meilleur et… l’ont effleuré ».
Initialement composé d’un conseil de généraux militaires, PMAC, la junte militaire devient alors le terrain de purges internes violentes qui transformeront finalement celle-ci en une véritable dictature militaire menée par Mengistu Haile Mariam. En pleine Guerre froide, les puissances internationales se livrent à une lutte de récupération du régime. Soutenu par l'URSS, le régime de la junte du Derg prend le nom de Gouvernement militaire provisoire de l'Éthiopie socialiste. Perçu dans la population comme une trahison de la révolution qui l’a porté au pouvoir, le règne de terreur de Mengistu qui s’ensuit n’hésite pas à considérer les étudiants et tous ses opposants comme des traîtres, menant à une véritable guerre civile responsable de plusieurs milliers de morts. Celui-ci conservera le pouvoir jusqu’en 1991, date de son renversement par les troupes du Front démocratique révolutionnaire du peuple éthiopien et de la mise en place de la première démocratie.

## La révolution éthiopienne

### La révolution de février - Yekakit 66
À l'automne 1972, le ministère de l'agriculture et la Organisation des Nations unies pour l'alimentation et l'agriculture (FAO) préparent un rapport avertissant de l'imminence d'une famine dans les provinces du Tigré et du Wollo. Celle-ci trouve plusieurs raisons : d'une part une succession de saisons excessivement sèches depuis 1970, d'autre part une distribution des terres héritière d'un système féodal très défavorable aux paysans de ces provinces (un quart des possessions du Wollo, région très fertile, appartiennent à des propriétaires absentéistes), aggravée par l'exploitation à orientation capitaliste du pays (la plupart des pâturages des plaines du Danakil sont converties en plantations de coton ).
De larges réserves de grain sont retenues par le gouvernement, et une partie est même exportée en 1973. Le rapport est donc finalement censuré par le gouvernement éthiopien avec la complicité de l'agence internationale. Lors de la célébration de son 81e anniversaire, Haïlé Sélassié Ier s'adressant au parlement ne fait aucune allusion à la famine en cours dans le Wollo.
À la mi-avril, un groupe d'universitaires éthiopiens se rend dans le Wollo et constate l'ampleur de la situation : 80 % des récoltes et 90 % du bétail sont perdus, des paysans meurent par centaines quotidiennement en tentant de rejoindre les villes. Le 17 avril, les étudiants manifestent et ouvrent les yeux du pays sur l'ampleur de la situation, une répartition des terres plus juste fait partie des premières revendications. Des heurts violents les opposent à la police. Le 28 avril, l'empereur décide de lever la censure imposée jusque-là aux médias sur ce sujet : un nouveau gouverneur est nommé dans le Wollo, des ravitaillements sont envisagés. Néanmoins, le gouvernement continue à minimiser l'ampleur de la situation. Le 18 octobre 1973, le reportage Unknown famine du journaliste britannique Jonathan Dimbleby est projeté en Grande-Bretagne et choque le monde entier, les Éthiopiens ne le verront qu'un an plus tard, la veille de la destitution d'Hailé Selassié. L'empereur admet finalement son incapacité à gérer la situation et fait appel à l'aide internationale, les pertes humaines sont estimées à 200 000 personnes.
Le 12 janvier 1974, la 4e division armée au sud de Neghele se mutine. Les soldats entendent protester contre leurs conditions de vie et arrêtent tous leurs officiers.
Mais ce sont surtout les professeurs, universitaires et intellectuels qui sont au premier rang de la contestation qui se prépare : ils entendent s'opposer à une réforme du secteur de l'éducation fondée sur un rapport du gouvernement (Report of the Education Sector Review) qui préconise notamment de limiter l'éducation aux stricts besoins économiques du pays, de développer quasi exclusivement le cursus primaire au niveau pratique, et de conserver la part infime d'étudiants accédant au cursus secondaire, les éducations post-primaires devant être financées par les étudiants, les salaires des professeurs nivelés par le bas en employant de jeunes diplômés à leur poste : pour beaucoup ce rapport condamne la jeunesse à l'illettrisme et au statut de prolétaire, par ailleurs, les enfants des classes dirigeantes ne sont pas concernés par ces réformes.
Les étudiants sont les premiers à manifester le 14 février, et font face à une riposte armée de la police. Le 18 février, les professeurs, accompagnés des conducteurs de taxis qui entendent protester contre une hausse de 50 % du prix du carburant, bloquent la capitale. De nombreuses attaques contre les propriétés de la classe dirigeante ont lieu.
Le 23 février, une diminution du prix du pétrole est décrétée et la réforme de l'éducation reportée indéfiniment. Les associations universitaires refusent néanmoins de mettre fin au mouvement.
Les étudiants trouvent alors une nouvelle forme de communication à travers le tract : de nombreuses publications clandestines fleurissent à cette époque à Addis Abeba, faisant appel à toutes les classes sociales (ouvriers, paysans, étudiants) mais aussi aux soldats, dont les universitaires sont conscients qu'ils menacent le mouvement révolutionnaire. Un tract dénonce par exemple les "ministres et généraux qui s'enrichissent sur le dos du soldat", un autre demande "d'écraser le gouvernement qui ne profite qu'à un petit nombre". Simultanément, le gouvernement accorde des augmentations de salaire aux militaires et policiers.
Le 25 février, la seconde division armée en Érythrée se mutine et prend le contrôle de la capitale de la province, Asmara. La 4e division suit de peu ainsi que la base aérienne de Debre Zeit.
Le 27 février, le premier ministre Aklilu Habte-Wold démissionne. La haute aristocratie en profite pour reprendre le contrôle et Endalkachew Mekonnen est nommé Premier ministre. Les chefs des quatre divisions sont remplacés.
La première mesure du nouveau cabinet consiste à accroître la solde des soldats et des officiers : en dépit de quelques agitations, la quasi-totalité des soldats prête allégeance au nouveau gouvernement et disperse une manifestation le 1er mars 1974.
Néanmoins la grève des professeurs ne faiblit pas. L'association des professeurs d'université éthiopiens se joint au mouvement et publie un document intégrant les demandes des différents groupes sociaux, visant à clarifier les raisons du soulèvement populaire et à les transformer en objectifs politiques, et qui sert de programme immédiat au mouvement : celui-ci ne se limite plus simplement à des revendications économiques mais demande des changements socio-économiques et politiques radicaux en dénonçant l'oligarchie et la répartition des terres comme les causes fondamentales des maux de la nation. La démocratie, une nouvelle constitution, une presse libre, une réforme de la répartition des terres, des libertés civiles font partie des revendications premières.
De son côté, l'union des syndicats éthiopiens CELU menace le Premier ministre de grève générale s'il ne donne pas satisfaction à une liste de 16 exigences qu'elle présente : un nouveau code du travail, un salaire minimum, la sécurité de l'emploi, des retraites, une augmentation des salaires, etc. Le CELU dénonce aussi la réforme de l'éducation qui viserait à séparer les enfants de riches de ceux des pauvres, se déclare solidaire des professeurs, demande l'éducation gratuite pour tous et dénonce la répartition inégale des terres comme l'un des principaux maux du pays. La première grève générale dans l'histoire de l'Éthiopie a lieu le 7 mars.
Le 11 mars, les employés de l'Aviation Civile se joignent au mouvement et les vols intérieurs sont suspendus. Plus inquiétant pour le régime, l'Église orthodoxe éthiopienne se joint au mouvement, les prêtres accusent la hiérarchie de s'approprier les revenus de l'Église et demandent la confiscation des biens des évêques. Les musulmans éthiopiens se joignent au mouvement en réclamant la fin de la discrimination de l'islam et la reconnaissance de leurs droits : une manifestation de soutien réunit 100 000 personnes à Addis-Abeba le 20 avril.
L'association des journalistes éthiopiens se joint au mouvement et demande la levée de la censure imposée à la presse le 5 mars. Les premiers bilans de la famine dans le Wollo commencent à paraître et provoquent la consternation. "La racine de problèmes tels que la corruption d'officiels est le système lui-même, et la solution est un changement radical du système et la formation d'un gouvernement du peuple"[réf. nécessaire].
Hailé Sélassié réalise quelques concessions ; mais le 22 avril, le ministre de la Défense menace de réprimer toute manifestation et s'autorise à répondre "par tous les moyens nécessaires pour arriver à ses fins". Le 29 avril, le gouvernement accorde une protection à toute entreprise qui en fera la demande. Le 5 mai, Hailé Sélassié utilise la commémoration de la seconde guerre italo-éthiopienne pour lancer un appel à l'unité "contre les agitateurs".

### La révolution de l'armée
Face à un mouvement populaire d'ambition révolutionnaire touchant tous les secteurs de la société, le régime ne peut plus compter que sur ses forces armées. Pourtant les simples soldats partagent de nombreuses revendications avec la population éthiopienne, notamment sur la répartition des terres. Le régime compte sur un changement des têtes de l'armée, mais de nombreuses mutineries ont déjà lieu opposant soldats et officiers (2de division en Érythrée, 3e division au Harar, 4e division à Balé). Fin avril, un comité de représentants élus comprenant tous les échelons de l'armée se met en place sous le nom de Comité de Coordination des Forces armées, plus connu sous le nom de Derg (Comité en Amharique). Les ambitions du Derg sont initialement confuses : il conserve initialement son allégeance à l'Empereur, effectue les arrestations ordonnées par le régime, et condamne les manifestations populaires progressistes.
Le 26 juin, des membres du parlement se présentent au quartier général de la 4e division pour demander la libération de ministres retenus prisonniers par des soldats à la suite d'une mutinerie. Au lieu de cela, commence une nouvelle vague d'arrestations : aristocrates, dignitaires du régime, officiers militaires, juges, bureaucrates et le guide religieux de l'Empereur. Dès lors les arrestations ne prendront pas fin avant que tous les dirigeants de l'ancien régime ne soient emprisonnés.
Le Derg présente alors sa propre liste de revendications au Premier ministre. Celle-ci ne clarifie pas sa direction qui reste assez confuse à cette époque, sans soulever de revendication particulièrement radicale : incluant son slogan "Ethiopia Tikdem" (Éthiopie d'abord) et la promotion du tourisme, cette confusion est révélatrice, comme le note John Markasis, de l'incertitude du Derg à cette époque sur sa capacité à assumer le pouvoir. Le Derg pousse le Premier ministre à présenter sa démission le 22 juillet. Il est remplacé par le ministre du Commerce et de l'Industrie, Mikael Imru, ce qui signe encore une fois la confusion de l'idéologie du Derg (Mikael Imru est fils du ras Imru, cousin d'Hailé Sélassié).
Les intellectuels et universitaires éthiopiens continuent parallèlement leur offensive. Leurs revendications sont présentées de manière claire et concise à la population à travers une presse clandestine variée et à la très large diffusion : l'hebdomadaire Democracia apparaît mi-juillet, et développe une analyse marxiste sophistiquée de la situation éthiopienne, un autre "The voice of the broad masses" (la voix des peuples") sur la même voie apparaît le mois suivant. Les intellectuels enrichissent l'amharique d'un vocabulaire entièrement nouveau adapté à la lutte des classes, dénonçant aussi bien le pouvoir qualifié de premier responsable ("Qui est plus responsable que lui ?", C'est par la tête que le poisson pourrit"), que la naïveté politique du Derg (critiquant entre autres son slogan "Éthiopie d'abord"). L'abolition du régime féodal et l'indépendance face au capitalisme étranger sont définies comme les seules bases possibles d'un changement radical. Le Derg est dénoncé comme non représentatif ni du peuple ni des forces armées éthiopiennes.
Conscient de ses lacunes et de sa confusion idéologiques, le Derg essaie de puiser à toutes les sources et ouvre une boîte postale pour récolter les propositions du public. Dans un premier temps le Derg masque sa confusion en reprenant ainsi le vocabulaire et les revendications des intellectuels. En août, il se saisit de la première des demandes : la déposition d'Hailé Sélassié. Le 12 septembre, l'annonce en est faite dans tout le pays.
Les soldats n'ont alors plus d'hésitation à réclamer le pouvoir et à supprimer toute opposition. Le Derg assure le rôle de chef d'État, la constitution suspendue, le parlement dissout. Le nouveau gouvernement interdit toute opposition au nom du principe de l'« Ethiopia Tikdem », et se refuse à toute alliance avec aucun autre groupe populaire : la prise de pouvoir est ainsi très vite perçue dans la population et particulièrement chez les intellectuels comme une trahison de la révolution du peuple.
La presse attaque très vite les prétentions du Derg à être représentatif du mouvement qui l'a porté. Le congrès annuel du CELU du 15 au 17 septembre demande la démission du gouvernement militaire et son remplacement par un gouvernement populaire incluant des représentants des ouvriers, des paysans, des étudiants, des commerçants, des soldats et des femmes. Le Derg répond en demandant au CELU de retirer sa proposition. Le 18 septembre, les étudiants éthiopiens bravent une parade militaire et manifestent leur solidarité avec les travailleurs. Le Derg qualifie les étudiants d'"immatures" et se dit prêt à les écraser. Les dirigeants du CELU sont arrêtés le 23 septembre.
Le Derg fait aussi face à des tensions internes, certains militaires demandant la réélection de leurs dirigeants. Il fait arrêter ses opposants, certains soldats sont tués à Addis Abeba dans une confrontation avec des ingénieurs de l'armée le 7 octobre. La démocratie est décrétée comme un « besoin non immédiat ». Le Derg inclut les intellectuels radicaux comme des « ennemis au progrès et de la nation ».
Dans un geste de conciliation le Derg crée un groupe d'étude incluant des membres du CELU et des universitaires : celui-ci ne se réunira jamais, l'Association des Professeurs d'Université le boycottant.
La question érythréenne ouvre un second front contre le régime du Derg : les deux principaux mouvements de libération (ELF et EPLF) réclamant l'indépendance, le Derg, contre l'avis de ses experts, est convaincu qu'aucun compromis n'est possible et se dit déterminé à une solution militaire. Dans la nuit du 23 novembre, le général Aman, expert de la question érythréenne pour le régime du Derg et qui préconisait un règlement pacifique du conflit, est assassiné à son domicile. La même nuit, 59 prisonniers sont exécutés, incluant les deux précédents Premiers ministres et des officiers militaires opposés au Derg. Cette date marque un tournant dans le régime, la presse qualifie ouvertement le régime du Derg de "fasciste", les intellectuels dénoncent la politique de répression et sa gestion de l'Érythrée sans équivoque.
La bataille d'Asmara pour l'Érythrée dans la première semaine de février 1975 achève de polariser la population érythréenne : les récits des atrocités commises par les troupes du Derg choquent les populations, ELF et EPLF s'unissent contre le régime.
En pleine Guerre froide et malgré le changement de régime, l'aide militaire américaine à l'Éthiopie ne faiblit pas : Washington réagit très peu à la nationalisation des investissements étrangers dans le pays et considère favorablement les demandes d'assistance militaire de la part du Derg, les experts américains considérant que « cette très longue relation avec le pays vaut la peine d'être préservée ».
« Nous recevons en même temps des livres marxistes imprimés en Chine, et des armes modernes fabriquées aux États-Unis » cite Le Monde daté du 7 juin 1975.

## La dictature militaire
Arrivé au pouvoir à la suite d'un soulèvement populaire, le Derg ne pouvait espérer se maintenir durablement sans compromis avec les aspirations premières du mouvement. L'année 1975 cristallise ces contradictions. Le Derg espère ainsi gagner le support de la paysannerie, remettre les ouvriers au travail et neutraliser les intellectuels radicaux.
En janvier et février 1975 une première vague de nationalisations est brutalement annoncée. Dans la déclaration de politique économique de février 1975 une économie en 3 tiers est envisagée : un secteur réservé à l'État, un secteur conjoint État-privé (secteurs minier, forage, tourisme) réservé au secteur que le pays ne peut espérer développer sans investissements étrangers, et un secteur privé assez large. Le secteur de l'État s'accroît ainsi de près de 30 000 postes.
Sur la question de la répartition des terres, le Derg proclame la réforme le 4 mars 1975: toutes les terres rurales deviennent les propriétés collectives de l'État, la répartition entre propriétaire et locataire est abolie, le transfert de terres interdit. Aucune compensation n'est accordée aux anciens propriétaires. L'Église qui ne fait l'objet d'aucune distinction spécifique subit le même sort et est privée de ses anciens privilèges. Le système médiéval est ainsi définitivement enterré. À l'occasion de cette réforme, ont lieu à Addis Abeba et dans de nombreuses autres villes du pays les plus grandes manifestations et les plus enthousiastes de l'histoire du pays.
Cette réforme devient le point de départ d'une campagne du régime visant à gagner la sympathie des masses paysannes.
En fait ce plan avait été envisagé bien avant la chute de l'Empereur et dès septembre 1974, les étudiants et le corps enseignant avaient déjà commencé à parcourir les campagnes afin d'expliquer les principes du "progrès par la coopération", promouvoir l'enseignement, l'initiation à l'agriculture, les soins, les conditions sanitaires et l'organisation communautaire. Ceux-ci s'opposent initialement à la proposition du régime vue comme une simple récupération et un moyen que se trouve le régime pour s'offrir un répit face à la contestation du peuple. Le Derg entame une campagne d'intimidation interdisant d'emploi futur tout étudiant qui se refuserait à participer à la campagne du régime. La campagne est lancée officiellement le 21 décembre 1974, impliquant 60 000 étudiants et universitaires.
Profitant de cette campagne, de nombreux étudiants dans le Sud poussent les paysans à l'auto-organisation et l'auto-gouvernance, de nombreux heurts ont lieu entre la police et les militants, nombre d'entre eux sont arrêtés et emprisonnés à Addis-Abeba.
En décembre 1975, le régime répond aux demandes des paysans en promulguant la Proclamation sur l'Organisation et la Consolidation des Organisations Paysannes : celle-ci permet d'accroître le rôle d'auto-gouvernance des associations paysannes, tentant ainsi de gagner la sympathie des paysans, alors que la contestation du régime dans les villes ne cesse de croître. Parallèlement le Derg établit une hiérarchie de sous-représentants (Comité révolutionnaire d'administration et de développement) jusqu'au niveau des associations paysannes locales.
Le 26 juillet 1975, toutes les terres urbaines et les habitations secondaires sont nationalisées sans compensation.
Alors que le régime tente de récupérer la sympathie des paysans, la situation des ouvriers urbains n'est quasiment pas améliorée par la nouvelle législation du travail promulguée en décembre 1975. Celle-ci ne propose ni salaire minimum, ni aucune mesure de sécurité sociale. Depuis la confrontation entre le Derg et l'Union des syndicats éthiopiens CELU en 1974, leurs relations n'ont en effet pas cessé de se détériorer, en dépit des aspirations dites « socialistes » du régime.
Le Derg commence alors à s'attaquer à l'existence même des syndicats en développant de nouvelles structures concurrentes appelées « comités de travailleurs ». Les syndiqués sont soumis à une campagne d'intimidation de la part des manageurs et des « Apôtres du changement », des représentants du Derg dépêchés dans chaque entreprise afin de promouvoir la "philosophie du régime". Tous les employés sont forcés d'assister deux fois par semaine à une session d'éducation politique afin de s'imprégner du credo officiel.
Le Derg ordonne la suspension du CELU jusqu'aux élections du prochain congrès ; le Derg espère pouvoir y en prendre le contrôle et tourner le CELU à son avantage. Les dirigeants actuels sont emprisonnés. Au nouveau congrès de juin, le CELU adopte une longue liste de résolutions critiquant la politique du régime sur de nombreux points, les demandes de salaire minimum et de sécurité sociale sont réitérées, la solidarité avec les paysans et les forces progressives urbaines affirmée.
Incapable de manipuler le CELU, le Derg met fin à l'activité de l'organisation et retient prisonniers ses représentants. Le 25 septembre, des membres des forces de sécurité ouvrent le feu sur des personnes distribuant des tracts du CELU à l'aéroport d'Addis Abeba, causant plusieurs morts. L'état d'urgence est déclaré, de larges vagues d'arrestations emprisonnent ouvriers syndiqués, intellectuels et étudiants.
Ayant épuisé les réformes socio-économiques inspirées du mouvement populaire, le Derg se montre non seulement incapable de concevoir de nouvelles mesures dans les mois suivants, mais voit aussi ressurgir avec d'autant plus de force l'une des premières revendications du mouvement : celle d'un gouvernement du peuple. Parallèlement, le Derg suit une transformation interne clarifiant la nature du régime : la plupart des membres sont décimés au cours de purges violentes ramenant le pouvoir dans les mains d'une clique de plus en plus réduite.
L'organisation et le fonctionnement interne du Derg est très longtemps resté dans l'ombre. On sait à travers les déclarations du général Aman Andom, avant son assassinat, que le Derg comptait 120 membres à ses débuts, pour arriver à moins de 40 membres au début 1977 à la suite des nombreuses purges menées au sein de la junte. Nombre des dirigeants du Derg ont été très longtemps inconnus du public. Chaque grand secteur de la vie politique, tels que l'administration, les affaires sociales et économiques, la défense et les affaires étrangères, est alors géré par des sous-comités dirigés par un officier dont l'expérience ou l'éducation lui donne des compétences dans ce domaine.
Les présidents de sous-comité ont longtemps été les parties les plus visibles du régime, dictant de larges renouvellements de personnels au sein de l'administration au cours de l'année 1975. Une simple lettre de l'un d'entre eux suffit à entraîner une embauche, une démission ou une promotion.
La fonction de chef de l'État et du gouvernement est rattachée à la fonction de président du Conseil Administratif Militaire Provisoire (PMAC). Le PMAC et la Derg sont deux corps identiques, les sous-comités du PMAC sont ceux du Derg. À la seule différence que le président du PMAC n'est pas celui du Derg. La question de l'existence de ce dernier poste n'a jamais été éclaircie. Dans la pratique, le major Mengistu fut généralement considéré comme son dirigeant depuis sa création.
À la suite de l'assassinat du général Aman Andom en novembre 1974, la position de président du Conseil Administratif Militaire Provisoire (PMAC) est occupée par le brigadier général Tafari Benti o Bante. La cinquantaine et expérimenté, le général est respecté par les jeunes officiers, mais inconnu du public. Dépourvu d'initiative, il est très vite éclipsé par les deux vice-présidents du régime.
Le premier d'entre eux, Mengistu Hailé Mariam, est diplômé de la même académie que le général Bante (académie militaire d'Holeta). Trentenaire et d'un niveau d'éducation limité, il possède une personnalité très forte qui en fait très tôt le représentant du Derg dans les faits. Grand orateur, prêchant des principes populistes et nationalistes et une conception nihiliste de la révolution sociale, il agrémente ses discours de slogans marxistes stéréotypés, et gagne le soutien des éléments les moins éduqués au sein du Derg. Ses ambitions personnelles l'opposent très vite aux officiers plus éduqués du Derg qui rejettent ses solutions radicales.
Atnafu Abate est le second vice-président du Derg. Légèrement plus âgé que Mengistu et plus haut gradé, il est issu de la même académie militaire. Membre fondateur du Derg, il est longtemps considéré comme l'un des plus sérieux rivaux de Mengistu. Les éliminations brutales qui suivront ne lui laisseront pas l'occasion de le distancer.
Le président et ses deux vice-présidents deviennent les membres les plus connus du régime. Les portraits du trio sont présents sur toutes les couvertures de presse durant les années 1975 et 1976. La junte manque cependant de cohésion et de stabilité, soumise à des pressions extérieures, terrain d'affrontements permanent, elle finira par se transformer en une dictature.
La première des pressions exercées par la junte reste l'opposition populaire dirigée par les intellectuels, les ouvriers et les étudiants. La campagne de propagande fondée sur l'envoi massif des étudiants dans les campagnes, afin d'enseigner aux paysans la doctrine du régime, prend fin au début de 1976, du fait de l'hostilité de plus en plus grande des universitaires face au gouvernement militaire. Ils sont remplacés, comme les professeurs, par des militaires et des sympathisants du régime, le Derg prenant des mesures sévères contre leurs prédécesseurs : un nombre indéterminé de ces militants universitaires est tué dans des heurts avec les autorités, beaucoup sont emprisonnés, des centaines traversent les frontières pour se réfugier à l'étranger.
La campagne prend fin officiellement en juillet 1976.